# دورنیه دو ۲۳
دورنیه دو ۲۳ (به آلمانی: Dornier Do 23) یک بمب‌افکن متوسط ساخت شرکت دورنیه در آلمان بود. این هواگرد نخستین پروازش را در سال ۱۹۳۴ انجام داد. در مجموع ۲۸۲ فروند از این هواگرد تولید شد.

## طراحی و ساخت
دورنیه دو ۲۳ نسخه‌ای بهبود یافته از دورنیه دو ۱۱ که در سال ۱۹۳۱ طراحی شده بود، به حساب می‌آمد. دو موتور خنک‌شونده با مایع ب‌ام‌و ۶ با توان ۷۵۰ اسب بخار پایاسیر متوسط ۲۵۹ کیلومتر بر ساعت را به دو ۲۳ می‌بخشید. برد هواگرد با حمل ۱۰۰۰ کیلوگرم بمب، به ۱۳۵۰ کیلومتر می‌رسید. سه جایگاه سر باز مسلسل ۷٫۹ میلی‌متری ام‌گه ۱۵ در دماغه، کف و سقف آن تعبیه شده بود.

## تاریخچه عملیاتی
نخستین آرایش‌های بمب‌افکن لوفت‌وافه از سال ۱۹۳۴ به دو ۲۳ تجهیز شدند. عمر عملیاتی این هواگرد کوتاه بود و بین سال‌های ۱۹۳۷ و ۱۹۳۸ با یو ۸۶ و هائی ۱۱۱ جایگزین گشت.